# IC 4408
IC 4408 ist eine spiralförmige Radiogalaxie vom Hubble-Typ Sb im Sternbild Bärenhüter am Nordsternhimmel. Sie ist schätzungsweise 408 Millionen Lichtjahre von der Milchstraße entfernt und hat einen Durchmesser von etwa 115.000 Lichtjahren. Vom Sonnensystem aus entfernt sich die Galaxie mit einer errechneten Radialgeschwindigkeit von näherungsweise 9.000 Kilometern pro Sekunde.
Gemeinsam mit PGC 214251 bildet sie das isolierte, gravitativ gebundene Galaxienpaar Holm 635.
Das Objekt wurde am 8. Juli 1896 von Stéphane Javelle entdeckt.

## Galaktisches Umfeld
| Nr. | Galaxie          | Alternativname            | Rek           | Dek           | Distanz/asec |
| --- | ---------------- | ------------------------- | ------------- | ------------- | ------------ |
| →   | IC 4408          | LEDA/PGC 51283            | 14h21m13.092s | +29d59m36.62s | 0            |
| 1   | LEDA/PGC 214251  | NSA 95116                 | 14h21m13.301s | +29d58m39.31s | 57.68        |
| 2   | LEDA/PGC 1890333 | 2MASX J14213307+3006078   | 14h21m33.066s | +30d06m07.61s | 469.32       |
| 3   | LEDA/PGC 1891023 | 2MASX J14213762+3007098   | 14h21m37.567s | +30d07m10.11s | 552.70       |
| 4   | LEDA/PGC 1888906 | 2MASX J14220253+3003596   | 14h22m02.549s | +30d03m59.97s | 693.60       |
| 5   | LEDA/PGC 1877768 | 2MASX J14212894+2946354   | 14h21m28.950s | +29d46m35.03s | 808.43       |
| 6   | LEDA/PGC 1891845 | 2MASX J14201519+3008288   | 14h20m15.262s | +30d08m28.69s | 920.52       |
| 7   | LEDA/PGC 1896541 | 2MASX J14210086+3015240   | 14h21m00.905s | +30d15m23.97s | 960.40       |
| 8   | LEDA/PGC 1894069 | 2MASX J14202359+3011448   | 14h20m23.623s | +30d11m45.39s | 972.95       |
| 9   | LEDA/PGC 1896728 | WISEA J142055.00+301540.2 | 14h20m55.006s | +30d15m40.43s | 991.88       |